# Fuhneübergang bei Cattau

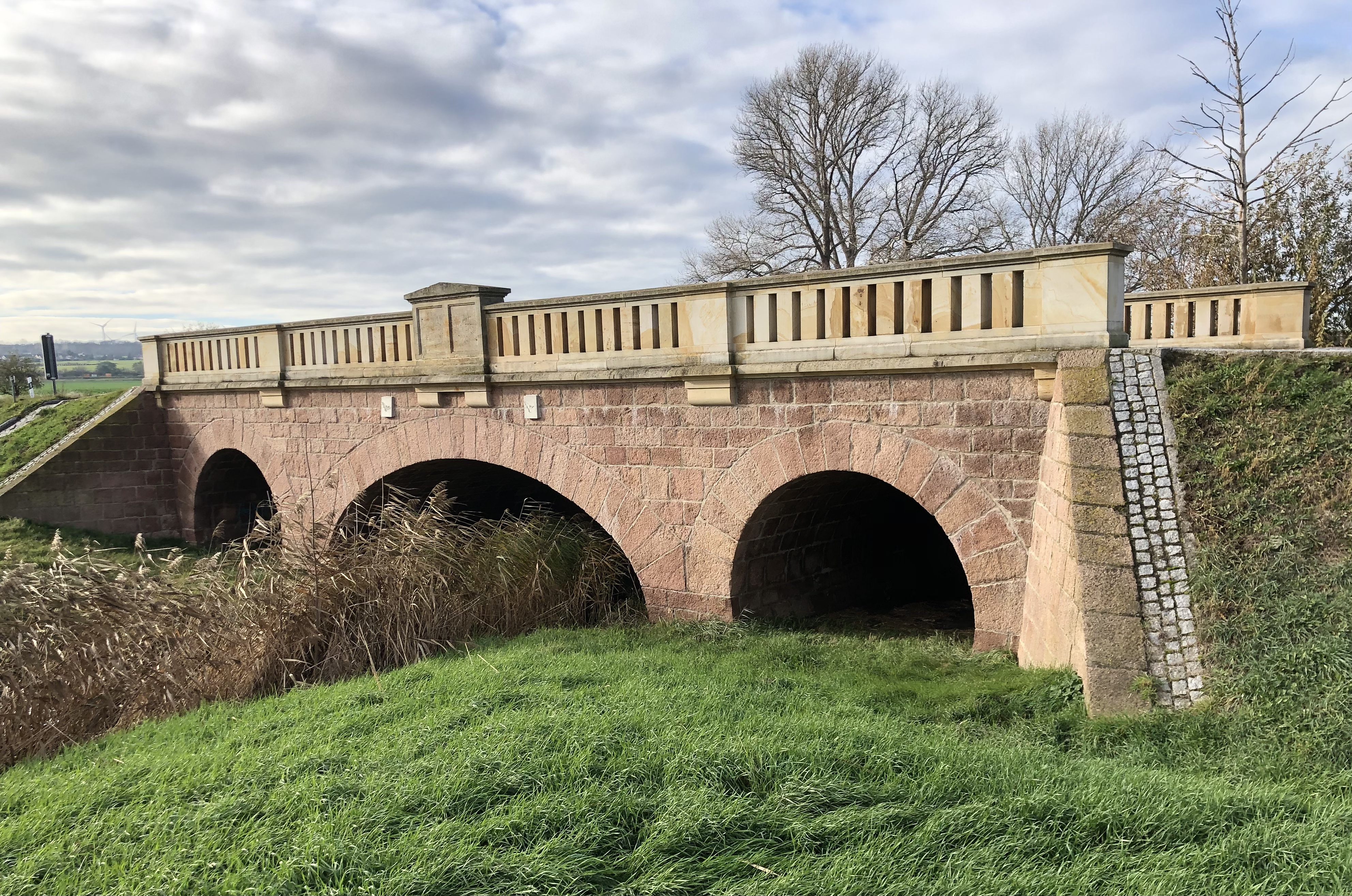
Fuhneübergang, Blick von Nordosten, 2022

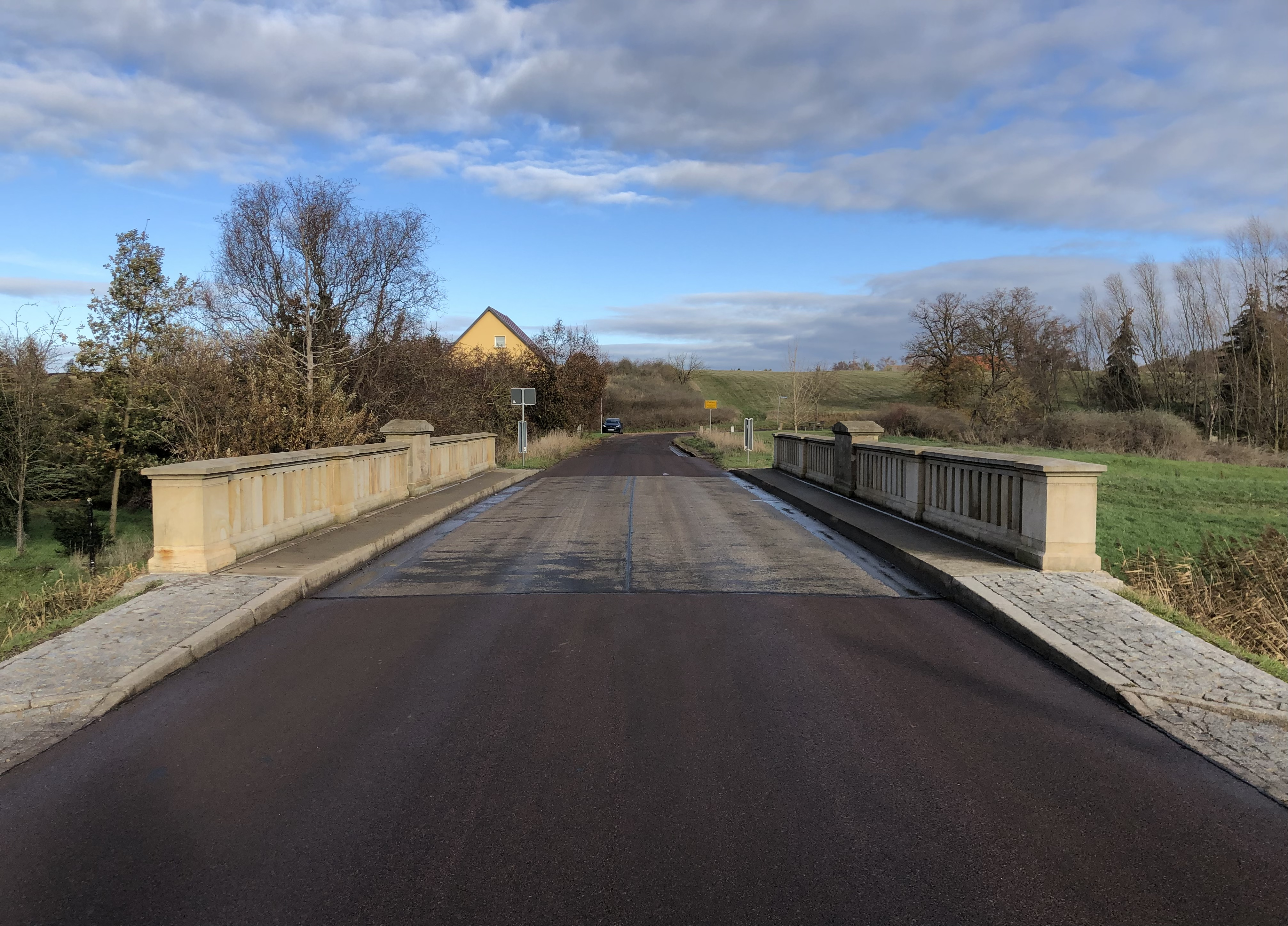
Blick von Süden in Richtung Cattau

Der Fuhneübergang bei Cattau ist eine denkmalgeschützte Brücke über die Fuhne in Sachsen-Anhalt.

## Lage
Die Brücke befindet sich südwestlich der Ortslage von Cattau. Die Fuhne bildet hier zugleich die Kreisgrenze zwischen dem Landkreis Anhalt-Bitterfeld im Norden und dem Saalekreis im Süden. Nördlich liegt das zur Stadt Südliches Anhalt gehörende Cattau. Südlich der Ortsteil Löbejün der Stadt Wettin-Löbejün. Über die Brücke, die sich so in zwei Gemeinden befindet, wird die Landesstraße 147 geführt. Auf Cattauer Seite trägt die Straße den Namen Löbejüner Straße.

## Geschichte und Architektur
Ursprünglich befanden sich im Umfeld der Fuhne ausgedehnte Sümpfe und Wälder. Bei Cattau gab es schon früh eine allerdings gefährliche Passagemöglichkeit durch den Sumpf, die in heißen und trockenen Sommern von Einheimischen genutzt wurde und die Fuhne selbst durch eine Furt querte. Diese Stelle wurde zur Querung bevorzugt, da der Sumpf hier nur eine Ausdehnung von etwa 300 Metern hatte.
Im 15. Jahrhundert war das durch Kriegsereignisse wüst gewordene Cattau für 350 Reichsgulden an die in einiger Entfernung südlich gelegene Stadt Löbejün verkauft worden. Löbejün legte daher im Jahr 1493 durch den Sumpf einen Knüppeldamm bis zur Furt hin an, um so Zugang zu den Besitztümern zu erhalten, die nur landwirtschaftlich genutzt wurden. Ein Aufbau Cattaus erfolgte nicht. Über die Fuhne selbst wurde eine hölzerne Brücke errichtet. Der Fürst von Anhalt-Köthen, Waldemar IV. protestierte, letztlich erfolglos, gegen diesen Bau, da er den natürlichen südlichen Schutz vor Überfällen damit gefährdet sah. 1506 war die Brücke jedoch schon so baufällig, dass man mit einem Einsturz rechnete. 1508 besichtigte der Amtmann des Amts Giebichenstein die Brücke und ließ sie abreißen.
Erst 1516 erfolgte ein diesmal steinerner Neubau. Die Stadt Löbejün wandte einen Schock alter Groschen für das südliche Joch auf. Das nördliche Joch wurde diesmal vom inzwischen neuen Fürsten von Anhalt-Köthen, Wolfgang finanziert. Die Brücke war so stabil, dass die Löbejüner 1518 nördlich der Brücke einen Steinbruch anlegen konnten, dessen Abbauprodukte über die Brücke transportiert wurden. 1540 wurde die Brücke noch ausgebaut. Durch Eisgang wurde die Brücke 1590 und 1799 weggerissen, jedoch jeweils wieder in alter Form aufgebaut. Die Fuhne bildete auch weiterhin die Grenze zwischen dem Gebiet des Erzstifts Magdeburg bzw. später Preußen im Süden und Anhalt im Norden.

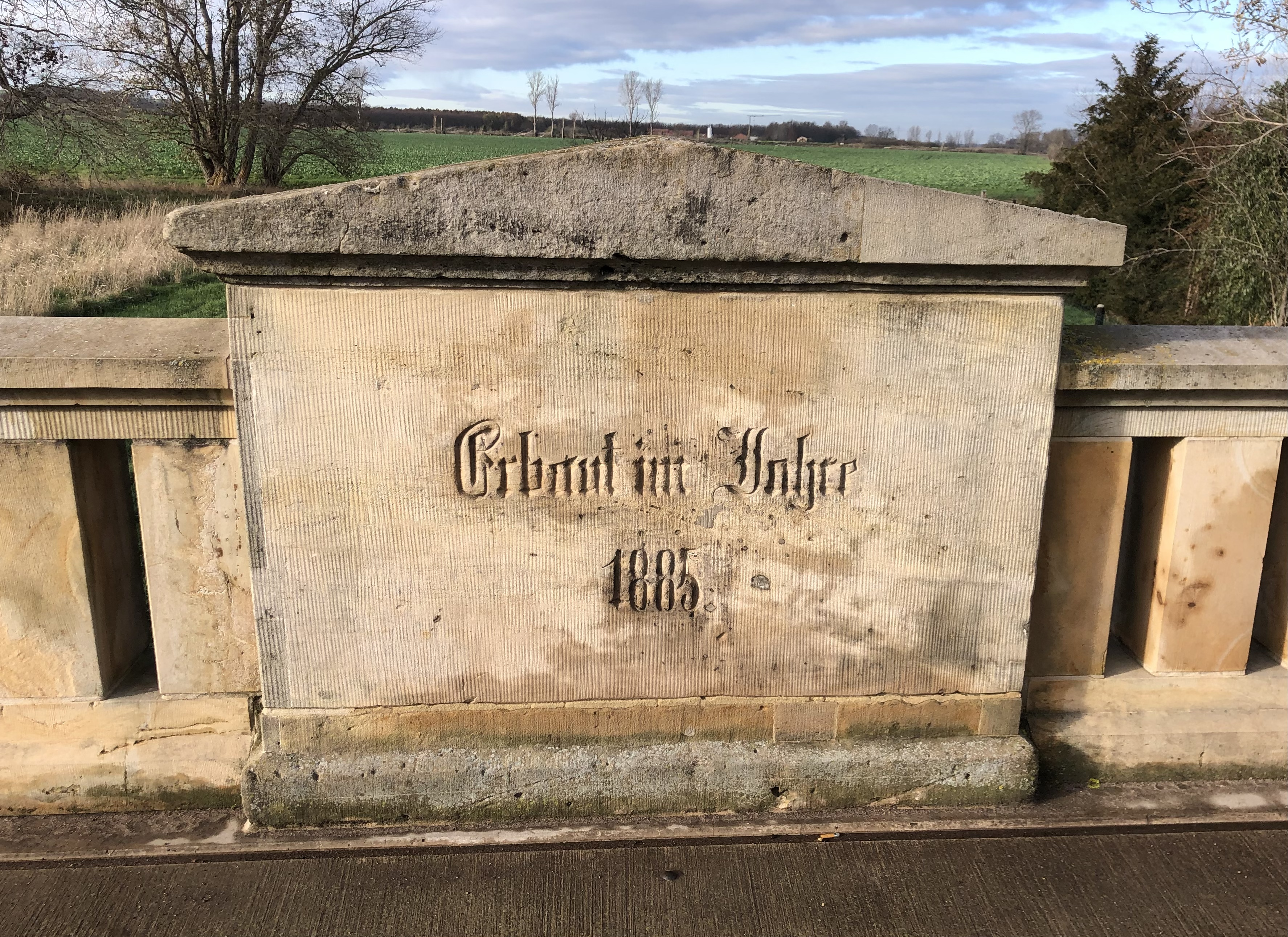
Inschrift 1885

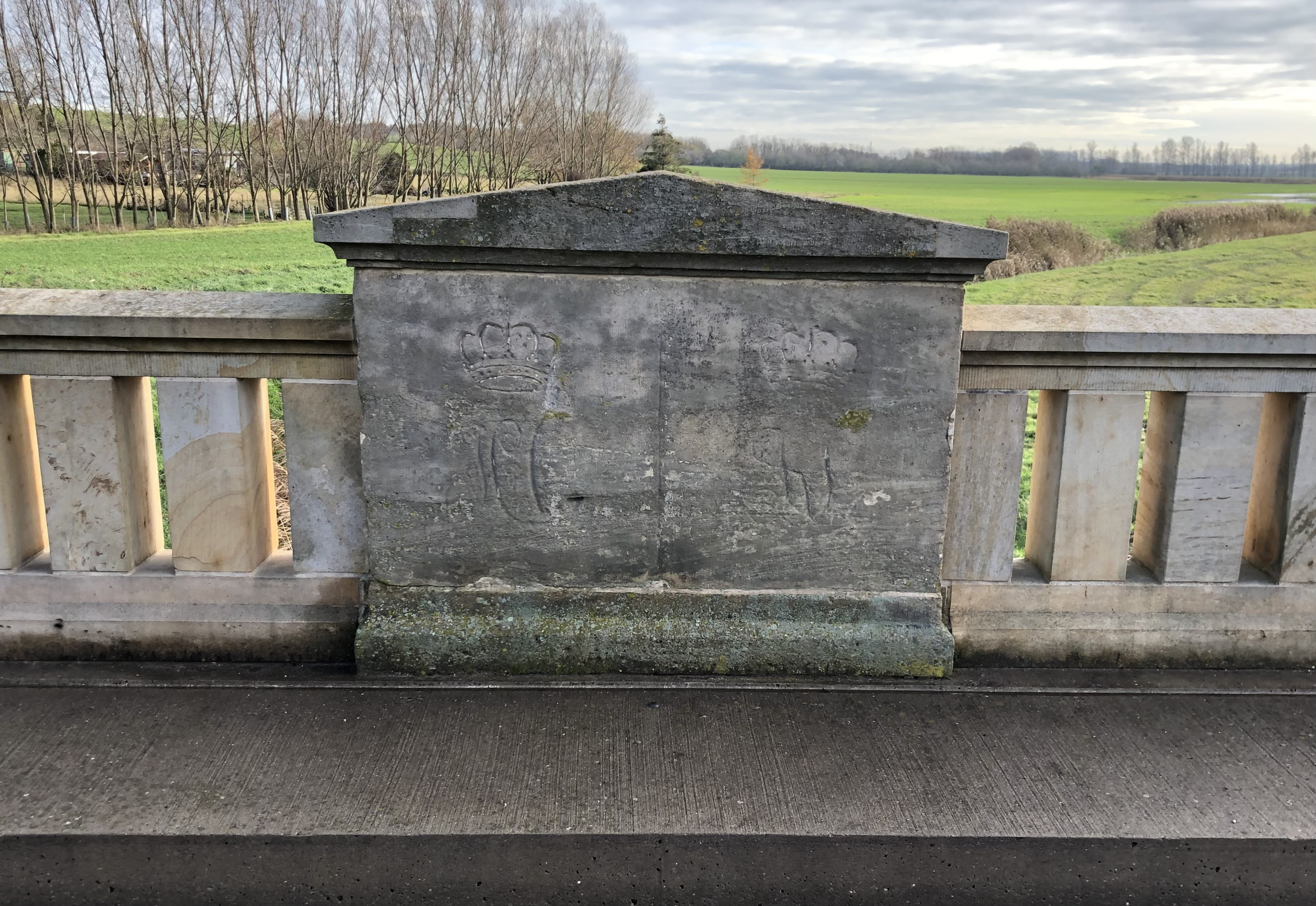
Grenzmarkierung

Die heutige Brücke entstand als Neubau im Jahr 1885. Sie wurde stärker ausgeführt als der Vorgängerbau und verfügt über drei Joche, wobei das mittlere Joch größer ist und der Durchführung der Fuhne bei normalen Wasserständen dient. In der Mitte trägt sie zur Straße hin auf ihrer Westseite auf einem Reliefstein die Inschrift:
Auf der gegenüberliegenden Seite zeigt sie die durch einen vertikalen Strich getrennten Hoheitszeichen Anhalts (HA für Herzogtum Anhalt) und Preußens (KP für Königreich Preußen), über denen jeweils eine Krone abgebildet ist.
2010 erfolgte eine Instandsetzung der Brücke. Am nordwestlichen Pfeiler der Balustrade wurde zur Straße hin zur Erinnerung hieran die Inschrift:
angebracht.
Im örtlichen Denkmalverzeichnis ist die Brücke unter der Erfassungsnummer 094 56510 als Baudenkmal für Löbejün verzeichnet. Da sie auch das Gebiet der Stadt Südliches Anhalt betrifft, ist sie auch im dortigen Denkmalverzeichnis zu berücksichtigen.